# Außenluftunabhängige Antriebsanlage
Außenluftunabhängige Antriebsanlage (engl.: air-independent propulsion, kurz AIP) ist eine Sammelbezeichnung für U-Boot-Antriebe, die weder konventionell (diesel-elektrisch) noch nuklear sind. Während diesel-elektrische U-Boote für den Betrieb ihres Dieselgenerators auf Frischluft angewiesen sind, sind Atom-U-Boote unabhängig von der Außenluft.
Außenluftunabhängige U-Boot-Antriebe zeichnen sich dadurch aus, dass sie einige Tage, ohne Zufuhr von Außenluft ein U-Boot antreiben können.
Beispiele für außenluftunabhängige, nichtnukleare Antriebe:
- Walter-Antrieb
- Kreislaufantrieb
- Brennstoffzellenantrieb (meist in Kombination mit diesel-elektrischer Fahranlage, z. B. in U-Boot-Klasse 212 und der spanischen S-80-Klasse)
- Stirlingmotor (bei der schwedischen Gotland-Klasse und der japanischen Sōryū-Klasse verwirklicht, bei der australischen Collins-Klasse geplant)
- MESMA-Antrieb (auf pakistanischen U-Booten der französischen Agosta-Klasse genutzt; für die französisch/spanischen Export-U-Boote der Scorpène-Klasse vorgesehen.)